# Euathlus vulpinus ater
Euathlus vulpinus là một phân loài nhện trong họ Theraphosidae.
Loài này thuộc chi Euathlus. Euathlus vulpinus ater được miêu tả năm 1957 bởi Donoso.